# Варјаче
Варјаче су насељено мјесто у Босни и Херцеговини у општини Котор Варош, ентитет Република Српска. Према попису становништва из 1991. у насељу је живјело 217 становника.

## Становништво
| Демографија | Демографија | Демографија |
| Година      | Становника  | Становника  |
| ----------- | ----------- | ----------- |
| 1961.       | 375         |             |
| 1971.       | 306         |             |
| 1981.       | 231         |             |
| 1991.       | 217         |             |